# Visarjon Belinski
Visarjón Grigórjevič Belínski (rusko Виссарио́н Григо́рьевич Бели́нский), ruski mislec, pisatelj, literarni kritik, publicist in filozof, * 11. junij (30. maj, Julijanski koledar) 1811, trdnjava Sveaborg, Velika finska kneževina (sedaj Suomenlinna, Finska), † 7. junij (26. maj) 1848, Sankt Peterburg, Ruski imperij (sedaj Rusija).
Belinski je deloval na področju literane kritike predvsem zahodnih del. Bil je povezan z Gercenom, Bakuninom in drugimi tedanjimi kritičnimi intelektualci. Pomembno je sodeloval pri karieri pesnika in publicista Nikolaja Aleksejeviča Nekrasova in njegovi priljubljeni literarni, socialni in politični reviji Sovremennik (Современникъ).
Poleg Gercena in Dobroljubova spada med pomembne predstavnike ruskega filozofskega materializma.